# Klin (Námestovo)
Klin je naseljeno mjesto u okrugu Námestovo u Žilinskom kraju u Slovačkoj.

## Stanovništvo
| Godina:     | 1993. | 2003.    | 2013.    | 2023.    |
| ----------- | ----- | -------- | -------- | -------- |
| Broj ljudi: | 1818  | 2009     | 2307     | 2555     |
| Razlika:    |       | +10,50 % | +14,83 % | +10,74 % |

| Godina:     | 2022. | 2023.   |
| ----------- | ----- | ------- |
| Broj ljudi: | 2531  | 2555    |
| Razlika:    |       | +0,94 % |

Prema podatcima o broju stanovnika iz 2023. godine naselje je imalo 2555 stanovnika.

## Vanjske poveznice
|  | Zajednički poslužitelj ima još gradiva o temi Klin (Námestovo) |

- Službena stranica naselja (sl.)